# 무가명목초
무가명목초(일본어: 武家名目抄)는 일본 에도 시대(江戸時代) 후기 막부(幕府)의 명으로 화학강학소(和学講学所)에 의해 편찬된 무가고실서(武家故実書)이다. 전381책.

## 개요
분카(文化) 3년(1806년), 대학두(大学頭) 하야시 줏사이(林述斎)가 화학강학소의 하나와 호키이치(塙保己一)에게 6국사(六国史) 이후 에도 막부가 성립되는 게이초(慶長) 8년(1603년)까지의 실록을 편찬할 것을 명하고, 그 사료로써 무가(武家) 발흥기였던 가마쿠라 시대(鎌倉時代) 이래의 직명(職名) ・ 무구(武具) ・ 문서류에 대한 기록을 해당 시대의 사서와 법제서, 군담소설, 전고서를 비롯한 고서, 일기, 고문서로부터 수집하고 편찬할 것을 명하였다.
화학강담소는 앞서 일본의 고전을 교정하여 간행할 계획을 세웠던 호키이치가 자신의 저서 《군서유종》의 편찬 간행을 위한 작업 중심 시설로써 간세이(寬政) 5년(1793년) 7월 막부의 지샤부교(寺社奉行)에 청원해 허가를 받은 곳이었다. 막부는 새롭게 설립된 하나와 호키이치의 화학강담소에 경제적으로 상당한 지원을 했고, 기존의 막부 관학 기관이던 쇼헤이자카학문소(昌平坂學問所)에서 미처 편찬할 겨를이 없던 《무가명목초》의 편찬을 명했다. 2년 뒤부터는 책 제작 경비로써 해마다 50냥이 막부로부터 지급되었다.
분세이(文政) 5년(1822년) 무가고실에 관한 초고 18책(총목록과 범례를 실은)이 호키이치의 넷째 아들로 가독을 상속받은 다다토미(忠實)에 의해 막부에 제출되었으나, 그 해 9월 12일에 호키이치가 병사하고, 다다토미도 존왕도막파라는 오해를 받아 암살되는 와중에 호키이치의 제자였던 화학강학소의 나카야마 노부나(中山信名) ・ 마쓰오카 신보(松岡辰方) 등 호키이치의 옛 문하생들이 나서서 교정하였다. 전381책으로 《무가명목초》가 완성되고 2년 뒤에 에도 막부는 멸망하였다.
《무가명목초》는 무가 발흥기였던 가마쿠라 시대 이래의 고실(故實)을 부문별로 배열하고 그 출처를 명시하고 교정을 더하였다. 부문은 직명(職名) ・ 호칭(称呼) ・ 거처(居所) ・ 의복(衣服) ・ 공사(公事) ・ 문서(文書) ・ 세시(歳時) ・ 의식(儀式) ・ 궁전(弓箭) ・ 갑주(甲冑) ・ 도검(刀剣) ・ 기치(旗幟) ・ 여마(輿馬) ・ 술예(術芸) ・ 군진(軍陣) ・ 잡(雑)의 16부문과 부록으로 이루어져 있다.
《무가명목초》가 편술 대상으로 삼은 것은 일본문화의 한 부분으로써의 무가문화였지, 무가의 시선에서 일본문화를 다시 파악한 것은 아니었다. 《무가명목초》는 무가고실 연구에 있어서 기본적인 자료로써 후세에 중시되었다.

## 참고 문헌
- 오스미 가즈오(임경택 옮김) 《사전, 시대를 엮다》 2014년, (주)사계절출판사

## 같이 보기
- 유직고실